# Бриеномиры
Бриеномиры (лат. Brienomyrus) — род пресноводных лучепёрых рыб из семейства мормировых отряда араванообразных. Распространены в водоёмах тропической Африки.
Длина тела от 10 до 20 см. Хвостовой стебель узкий, хвостовой плавник глубоко раздвоен. На языке и парасфеноиде имеются зубы. Спинной и анальный плавники расположены в задней части тела один напротив другого. Имеют крупный мозжечок.
Питаются мелкими беспозвоночными, обитающими в иле. Для ориентирования в пространстве, поисков корма и обнаружения хищников используют собственное электрическое поле, которое генерируется мышцами.

## Классификация
На август 2018 года в род включают 3 вида:
- Brienomyrus adustus (Fowler, 1936)
- Brienomyrus brachyistius (Gill, 1862)typus
- Brienomyrus longianalis (Boulenger, 1901)